# Lucien Giroul
Lucien Giroul (Châtelet, 13 april 1839 - Charleroi, 27 januari 1917) was een Belgisch volksvertegenwoordiger.

## Levensloop
Giroul was een zoon van de tabakproducent Pascal Giroul en van Hortense Quintart. Hij trouwde met Marie Dubois.
Gepromoveerd tot doctor in de rechten (1861) aan de ULB, vestigde hij zich als advocaat in Charleroi. Hij was stafhouder in 1878-1879 en 1880-1881.
In 1888 werd hij verkozen tot liberaal volksvertegenwoordiger voor het arrondissement Charleroi en vervulde dit mandaat tot in 1892.